# Lijst van burgemeesters van Oploo, Sint Anthonis en Ledeacker
Dit is een lijst van burgemeesters van de voormalige Nederlandse gemeente Oploo, Sint Anthonis en Ledeacker in de provincie Noord-Brabant tot aan het verdwijnen van deze gemeente bij de gemeentelijke herindeling op 1 januari 1994, waarbij de gemeente Oploo, Sint Anthonis en Ledeacker opging in de nieuw gevormde gemeente Sint Anthonis.
| Ambtsperiode | Naam burgemeester         | Partij of stroming | Bijzonderheden      |
| ------------ | ------------------------- | ------------------ | ------------------- |
| 1821 - 1830  | H. Arts                   |                    |                     |
| 1830 - 1847  | P. Arts                   |                    |                     |
| 1847 - 1862  | Martinus Cleophas         |                    |                     |
| 1862 - 1903  | Johannes Christiaan Arts  |                    |                     |
| 1903 - 1925  | J.M.A. Arts               |                    | zoon van voorganger |
| 1925 - 1952  | J.M. Goossens             |                    |                     |
| 1952 - 1965  | G.J.A. (Gerard) Schampers | KVP/CDA            |                     |
| 1965 - 1985  | J.W.A. (Jan) Jans         | CDA                |                     |
| 1985 - 1993  | P.J.W. (Peer) van Veggel  | PvdA               |                     |